# Кіран Берд
Кіран Берд (англ. Kieran Bird, 2 вересня 1999) — британський плавець. Учасник Чемпіонату Європи з водних видів спорту 2021, де в попередніх запливах на дистанції 400 метрів вільним стилем посів 25-те місце і не потрапив до фіналу.